# Alaqua Cox
Alaqua Cox (Keshena, 13 febbraio 1997) è un'attrice statunitense.

## Biografia
Alaqua Cox è nata sorda da Elena e Bill Cox. È nata e cresciuta nella riserva nativo-americana dei Menominee a Keshena, nel Wisconsin, ed è della nazione Menominee e Mohicana. Ha tre fratelli: Will, Jordan e Katie. Ha frequentato la Wisconsin School for the Deaf e ha giocato nella squadra di basket femminile dal 2014 al 2015, oltre a prendere parte alla loro squadra di pallavolo. Ha una protesi alla gamba destra.
Il 14 maggio 2023, in occasione della festa della mamma, ha annunciato di essere in attesa del primo figlio. Il bambino è nato l'ottobre dello stesso anno. Il 7 novembre 2024 ha annunciato tramite i profili social di aspettare il secondo figlio.

## Carriera
È entrata a far parte del cast di Hawkeye il 3 dicembre 2020, suo esordio nel mondo della recitazione. In seguito alla notizia del suo coinvolgimento come Echo, il suo casting ha ricevuto una risposta positiva travolgente dagli utenti di Twitter come modello nella comunità dei non udenti con l'attivista non udente Nyle DiMarco che le ha dato il suo sostegno. Nel giugno 2021, il co-creatore di Echo David Mack ha espresso gratitudine per Cox come rappresentante per i giovani sordi e indigeni, commentando: "Ho insegnato alla Scuola per sordi in Africa, Asia ed Europa, nel mio lavoro per il Dipartimento di Stato degli Stati Uniti, gli studenti adorano Echo e ne saranno felici", riferendosi alla notizia dell'inizio della produzione della serie Echo.
La stessa Cox era sul red carpet per la première di Hawkeye, esprimendo gratitudine alla Marvel per averle permesso di prosperare nell'MCU come una nuova arrivata di Hollywood. "È così pazzesco che io abbia il mio spettacolo dopo Hawkeye. È stato il mio primo ruolo da attrice, in assoluto", ha detto Cox a un giornalista di Variety. Ha aggiunto: "Non so perché mi stiano dando questa opportunità, ma ne sono grata. Sono entusiasta del supporto e di essere in grado di difendere la comunità dei sordi. Vogliamo avere quell'uguaglianza e ottenere più persone coinvolte. Sono così grata per tutte le opportunità che mi sono state date".

## Filmografia

### Televisione
- Hawkeye – serie TV, 6 puntate (2021)
- Echo – serie TV, 5 puntate (2024)

## Programmi televisivi
- Assembled – docu-serie TV, episodio 7 (2022)